# Dysphania aurilimbata
Dysphania aurilimbata là một loài bướm đêm trong họ Geometridae.